# I'll Never Find Another You
I'll Never Find Another You är en låt skriven av Tom Springfield, känd genom den australiska folkpopgruppen The Seekers inspelning från 1964. Låten utgavs som singel på skivbolaget Columbia Records i december 1964, och blev deras internationella genombrott tidigt 1965. Bland annat toppade den singellistan i Storbritannien.
Låten bevaras sedan 2011 i australiska National Film and Sound Archive inspelningssamling "Sounds of Australia".

## Listplaceringar
| Lista (1964-1965) | Position              |
| ----------------- | --------------------- |
| Finland           | 36                    |
| Irland            | 2                     |
| Kanada            | 3 (RPM)               |
| Norge             | 6 (VG-lista)          |
| Storbritannien    | 1                     |
| Sverige           | 15 (Kvällstoppen)     |
| Sverige           | 5 (Tio i topp)        |
| USA               | 4 (Billboard Hot 100) |
| Västtyskland      | 25                    |